# Dirección de Inteligencia Militar (Siria)
La Dirección de Inteligencia Militar (en árabe: شعبة المخابرات العسكرية‎, Shu'bat al-Mukhabarat al-'Askariyya) fue el servicio de inteligencia militar de Siria. Aunque sus raíces se remontan al período del mandato francés (1923-1943), su organización actual se estableció en 1969.
Su organización predecesora se llamó Deuxième Bureau (la Segunda Oficina). Tenía su sede en el Ministerio de Defensa en Damasco. El servicio de inteligencia militar, o Mukhabarat en árabe, era muy influyente en la política siria y estaba controlado por el presidente, Bashar al-Assad. Durante la ocupación siria del Líbano, el Mukhabarat ejerció autoridad política en el Líbano. Rafiq Shahadah ha dirigido la Dirección desde 2012.

## Lista de directores
- Ali Zaza (1965-1970)[3]
- Hikmat al-Shihabi (1970-1973)[4]
- Ali Duba (1973-2000)[5]

- Director adjunto: Hassan Khalil (1993-2000)

- Hassan Khalil (2000-2005)[5]

- Director adjunto: Assef Shawkat (2000-2005)

- Assef Shawkat (2005-2009)[5][8]

- Director adjunto: Saeed Sammour (2005-2009)

- Abdel-Fatah Qudsiyeh (2009 – julio de 2012)[10][11][12]
  - Jefe de Asuntos Internos (Oficina 293): Rafiq Shahadah (2011)
- Rafiq Shahadah (julio de 2012 hasta la actualidad)[13]

## Jefes regionales de inteligencia militar
- Campo de Damasco (Oficina 227): Maj. Gen. Rustum Ghazali (pasado julio de 2012), la Unión Europea lo sancionó por estar involucrado en actos de violencia contra la población civil durante el levantamiento sirio.[12] Acusado de ordenar o cometer crímenes de lesa humanidad por Human Rights Watch.[14]

- Damasco (Oficina 215): Brig. Gen. Sha'afiq (2012) acusado de ordenar o cometer crímenes de lesa humanidad.
- Damasco (Oficina también conocida como "Rama Palestina"): Brig. Gen. Muhammad Khallouf (2012) acusado de ordenar o cometer crímenes de lesa humanidad.
- Damasco (Oficina 291): Brig. Gen. Yousef Abdou (2012) acusado de ordenar o cometer crímenes de lesa humanidad.
- Damasco (Oficina 291): Brig. Gen. Burhan Qadour (pasado – 2012) acusado de ordenar o cometer crímenes de lesa humanidad.

- Oficina de la ciudad de Hama: Mohammad Mufleh (2011), la Unión Europea lo sancionó por estar involucrado en la represión de los manifestantes durante el levantamiento sirio.[12]
- Oficina Deir ez-Zor: Jami Jami (2011), la Unión Europea lo sancionó por estar directamente involucrado en la represión y violencia contra la población civil en Dayr az-Zor y Alboukamal durante el levantamiento sirio.
- Idlib (Oficina 271): Brig. Gen. Nawful Al-Husayn (2011), la Unión Europea lo sancionó por estar directamente involucrado en la represión y la violencia contra la población civil en la provincia de Idlib durante el levantamiento sirio.  Acusado de ordenar o cometer crímenes de lesa humanidad.[14]
- Sede de Homs: Muhammed Zamrini (2011), la Unión Europea lo sancionó por estar directamente involucrado en la represión y violencia contra la población civil en Homs durante el levantamiento sirio.  Acusado de ordenar o cometer crímenes de lesa humanidad.
- Daraa (Oficina 245): Col. Lu'ai al-Ali (2011), la Unión Europea lo sancionó por ser responsable de la violencia contra los manifestantes en Daraa durante el levantamiento sirio.  Acusado de ordenar o cometer crímenes de lesa humanidad.
- Oficina de Suwayda: Wafiq Nasser (2011), jefe de la Oficina regional asumió el cargo después de Brig. Gen. Suheir Ramadán.[15]

## Unidades paramilitares
- Fuerzas del escudo de seguridad militar
  - Halcones de seguridad militar[16]
  - Brigada Escudo Sur[17]
- Regimiento de comandos del desierto[18]
  - Leones de Hamidiya[19]
- Fuerzas de los Luchadores de las Tribus[20]
- Halcones del Éufrates[21]

## Otras agencias de inteligencia sirias
- Dirección de Inteligencia de la Fuerza Aérea
- Dirección General de Seguridad
- Dirección de Seguridad Política